# Eifel (hegység)
Az Eifel hegység a Rajnai-palahegység északnyugati része Németországban, a Mosel, a Ruhr és a Rajna között. Óidei és középidei rétegekből és fiatal, vulkanikus kőzetekből felépített, enyhe, egyhangú, sűrű erdőkkel borított, 500-600 m magas hegyvidék. Nevezetességei a Nürburgring, továbbá a vízzel kitöltött, kialudt vulkáni kúpok tavai, az úgynevezett maarok.

## Gazdasági élete
Erdőgazdálkodás, földművelés, kőfejtés, barnaszénbányászás és idegenforgalom. 

## Forrás
- Uj Idők Lexikona 7-8. Cún - Eöttevényi (Budapest, 1937) 1952. old.